# Wormeldange
Pour l’article homonyme, voir Wormeldange-Haut.
Wormeldange (en luxembourgeois : Wuermeldeng  ou Wormer et en allemand : Wormeldingen) est une localité luxembourgeoise et le chef-lieu de la commune portant le même nom située dans le canton de Grevenmacher.
Au 1er janvier 2018, la commune dénombre 2 836 habitants. Elle est reliée par un pont sur la Moselle à la commune allemande de Wincheringen.
La commune est connue pour ses vignobles et est appelée la « Commune du Riesling » (en luxembourgeois Riesleng-Gemeen).

## Géographie
La commune se compose des villages de Ahn, Ehnen, Machtum, Wormeldange et Wormeldange-Haut, des deux bourgs Kapenacker et Dreiborn ainsi que du nouveau quartier Lehbusch (Cité Léibësch).
Dreiborn n’est pas habité mais se compose de trois éléments principaux : le centre d’éducation de Dreiborn ; le centre scolaire Billek qui tient son nom de la manière de couper les vignes au printemps ; la piscine communale.
Le point culminant est une chapelle qui se situe sur un rocher dénommé Wormer Koeppchen qui désigne également une cuvée du Riesling du même nom.
La commune possède un microclimat grâce à la vallée de la Moselle. Celle-ci permet à Ahn la pousse des palmiers qui ont prêté leur nom pour une cuvée de blanc très célèbre (Ohner Palmbierg).

### Sections de la commune
- Ahn
- Ehnen
- Machtum
- Wormeldange (siège)

### Voies de communication et transports
La commune est reliée au réseau autoroutier du Grand-Duché via l’échangeur de Flaxweiler Oberdonven à l'autoroute A1 Trèves-Luxembourg par les nombreux chemins repris la traversant. En outre, la route nationale 10 (N10) traverse la commune en longeant la Moselle.
Elle ne possède pas de gare sur son territoire mais, côté allemand, il existe la gare de Wincheringen, officieusement dénommée Wincheringen - Wormeldange, à Wincheringen située sur la ligne 3010 (DB Netz).
La commune est desservie par le Régime général des transports routiers (RGTR). En outre, elle opère un service « City-Bus » sur réservation, le « Riesling Express ».

## Politique et administration

### Liste des bourgmestres
| Période                                  | Période          | Identité           | Étiquette | Qualité |
| ---------------------------------------- | ---------------- | ------------------ | --------- | ------- |
| 22 décembre 1854                         | 9 août 1860      | Mathias Wawer      |           |         |
| 1870                                     | 1874             | Albert Wawer       |           |         |
| 18 mars 1885                             | 25 février 1898  | Peter Pundel-Weyer |           |         |
| 1 juillet 1898                           | 4 juin 1906      | Nic Pundel-Marx    |           |         |
| 28 octobre 1906                          | 31 décembre 1910 | Léon Pundel        |           |         |
| 1 janvier 1911                           | 31 décembre 1917 | Johann Becker-Fohl |           |         |
| 1 janvier 1918                           | 31 décembre 1920 | Frantz Wurth       |           |         |
| 1 janvier 1921                           | 31 décembre 1933 | Pierre May         |           |         |
| 1 janvier 1934                           | 31 décembre 1934 | Mathias Weyrich    |           |         |
| 1 janvier 1935                           | 31 décembre 1941 | Pierre Berna       |           |         |
| 30 novembre 1944                         | 31 décembre 1945 | Pierre Berna       |           |         |
| 1 janvier 1946                           | 31 décembre 1963 | Mathias Weyrich    |           |         |
| 1 janvier 1964                           | 1 janvier 1974   | Aloyse Duhr        |           |         |
| 14 janvier 1974                          | 31 décembre 1993 | Joseph Pundel      |           |         |
| 1 janvier 1994                           | 7 août 1999      | Carlo Wagner       |           |         |
| 23 août 1999                             | 31 décembre 1999 | Jeannot Frantz     |           |         |
| 1 janvier 2000                           | 22 novembre 2008 | Ernest Demuth      |           |         |
| 23 novembre 2008                         | 10 novembre 2017 | Jean Beining       |           |         |
| 16 novembre 2017                         | 4 novembre 2020  | Max Hengel         | CSV       |         |
| 4 novembre 2020                          | 3 juillet 2023   | Mathis Ast         | DP        |         |
| 3 juillet 2023                           | 17 août 2024     | Max Hengel         | CSV       |         |
| 16 octobre 2024                          |                  | Claude Pundel      | CSV       |         |
| Les données manquantes sont à compléter. |                  |                    |           |         |

### Jumelages
- Mortágua (Portugal)[4]

## Population et société

### Démographie
L'évolution du nombre d'habitants est connue à travers les recensements de la population effectués dans le pays depuis 1821. Les recensements décennaux de la population permettent de caler les chiffres sur la composition de la population par sexe, âge, nationalité et commune de résidence. Entre deux recensements, la population au 1er janvier de l’année {\displaystyle x} est évaluée en ajoutant à la population au 1er janvier de l’année {\displaystyle x-1} les soldes naturel (naissances {\displaystyle -} décès) et migratoire (arrivées {\displaystyle -} départs) de l'année. La même méthode est appliquée pour la répartition par âge au 1er janvier et les effectifs totaux par nationalité. Depuis le 1er septembre 2023, le Luxembourg dénombre 100 communes.
Au 1er janvier 2024, la commune comptait 3 200 habitants.
| 1821  | 1851  | 1871  | 1880  | 1890  | 1900  | 1910  | 1922  | 1930  |
| ----- | ----- | ----- | ----- | ----- | ----- | ----- | ----- | ----- |
| 1 999 | 2 620 | 2 409 | 2 517 | 2 433 | 2 422 | 2 337 | 2 306 | 2 233 |

| 1935  | 1947  | 1960  | 1970  | 1978  | 1979  | 1981  | 1983  | 1984  |
| ----- | ----- | ----- | ----- | ----- | ----- | ----- | ----- | ----- |
| 2 154 | 1 976 | 1 888 | 1 969 | 1 968 | 1 991 | 2 013 | 1 990 | 2 020 |

| 1985  | 1986  | 1987  | 1988  | 1989  | 1990  | 1991  | 1992  | 1993  |
| ----- | ----- | ----- | ----- | ----- | ----- | ----- | ----- | ----- |
| 2 040 | 2 030 | 2 060 | 2 067 | 2 116 | 2 105 | 2 129 | 2 184 | 2 254 |

| 1994  | 1995  | 1996  | 1997  | 1998  | 1999  | 2000  | 2001  | 2002  |
| ----- | ----- | ----- | ----- | ----- | ----- | ----- | ----- | ----- |
| 2 229 | 2 258 | 2 273 | 2 269 | 2 271 | 2 280 | 2 274 | 2 280 | 2 306 |

| 2003  | 2004  | 2005  | 2006  | 2007  | 2008  | 2009  | 2010  | 2011  |
| ----- | ----- | ----- | ----- | ----- | ----- | ----- | ----- | ----- |
| 2 312 | 2 301 | 2 307 | 2 317 | 2 365 | 2 373 | 2 387 | 2 451 | 2 478 |

| 2012  | 2013  | 2014  | 2015  | 2016  | 2017  | 2018  | 2019  | 2020  |
| ----- | ----- | ----- | ----- | ----- | ----- | ----- | ----- | ----- |
| 2 524 | 2 502 | 2 523 | 2 654 | 2 685 | 2 784 | 2 836 | 2 921 | 2 970 |

| 2021  | 2022  | 2023  | 2024  | - | - | - | - | - |
| ----- | ----- | ----- | ----- | - | - | - | - | - |
| 3 054 | 3 065 | 3 171 | 3 200 | - | - | - | - | - |

Le graphique qui aurait dû être présenté ici ne peut pas être affiché car il utilise l'ancienne extension Graph, désactivée pour des questions de sécurité. Des indications pour créer un nouveau graphique avec la nouvelle extension Chart sont disponibles ici.

## Économie
La commune fait partie de la zone d'appellation du crémant de Luxembourg.